# Nicoleta Albu
Nicoleta Albu (n. 10 august 1988, Brăila, România) este o canotoare română. Ea a terminat pe locul al patrulea la proba de opt feminin, la Jocurile Olimpice de vară din 2012.
Ea a câștigat patru medalii de argint la Campionatele Mondiale (femei dublu vâsle 2009 și 2013 și opt feminin în 2009 și 2013) și una de bronz (opt feminin în 2010), și patru medalii de aur europene (femei dublu vâsle 2011 și 2012 și opt feminin în 2013 și 2014) și două medalii de bronz (patru cu cârmaci feminin în 2011 și 2012).